# Łęki Szlacheckie (Piotrków)
Pour les articles homonymes, voir Łęki Szlacheckie.
Łęki Szlacheckie (prononciation [ˈwɛnki ʂlaˈxɛt͡skʲɛ]) est un village de la gmina de Łęki Szlacheckie, du powiat de Piotrków, dans la voïvodie de Łódź, situé dans le centre de la Pologne.
Le village est le siège administratif (chef-lieu) de la gmina appelée gmina de Łęki Szlacheckie.
Il se situe à environ 26 kilomètres au sud de Piotrków Trybunalski (siège du powiat) et 71 kilomètres au sud de Łódź (capitale de la voïvodie).
Sa population s'élevait à 468 habitants en 2013.

## Administration
De 1975 à 1998, le village était attaché administrativement à l'ancienne voïvodie de Piotrków.

Depuis 1999, il fait partie de la nouvelle voïvodie de Łódź.